# Yves Ngabu
Yves Ngabu (Roeselare, 5 december 1988) is een Belgisch-Congolees bokser en voormalig voetballer.

## Carrière
Ngabu debuteerde in zijn eerste profkamp tegen de Fransman Jessy Moreaux op 13 juni 2011. Voordien vocht hij reeds 27 kampen als amateur, hiervan verloor hij er vier. Op 21 juni 2014 werd hij Belgisch kampioen in het cruisergewicht tegen Christophe Dufaux te Lichtervelde. Hij won de kamp met technische knock-out (TKO).
Op 4 juni 2017 werd hij in de Roeselare Expo Europees kampioen boksen in het cruisergewicht tegen de Hongaar Tamas Lodi. Hij won de EBU-titelstrijd met TKO na vier rondes. Op 27 januari 2018 verlengde hij in de Arenahal te Deurne deze titel in een kamp tegen de voormalige Europese kampioen (2016) Geoffrey Batello. Deze kamp won hij met technische knock-out in de derde ronde. Het was de eerste maal dat twee Belgen tegenover elkaar stonden in een Europese titelkamp.
Eind oktober 2018 verhuist Yves Ngabu naar Sheffield om er te trainen in de gerenommeerde Ingle Gym, opgericht door Brendan Ingle met zijn nieuwe trainer Dominic Ingle. Op 16 februari 2019 verdedigde hij opnieuw met succes zijn Europese titel in de Eventhal Schiervelde Roeselare tegen de hoger gerangschikte Deen Micki Nielsen. Nadat de Deen reeds in de negende ronde het vilt van dichtbij zag wint Ngabu unaniem en verdiend op punten.
In mei 2019 ging Yves Ngabu in zee met het Amerikaanse sportmanagementbureau Wasserman dat onder meer het imago van atleten Divock Origi en Virgil van Dijk verzorgt. Op 26 oktober 2019 verdedigde Ngabu opnieuw zijn Europese titel in de O2 Arena Londen. Deze kamp verloor hij van de Britse kampioen Lawrence Okolie met een technische knock-out.
In januari 2020 werd Ngabu zogenaamd betrapt op doping bij een controle buiten competitie. Achteraf bleek het slechts over een afwijking in het resultaat van de controle te gaan en volgde geen schorsing.
Op 6 mei 2023 bokste Ngabu in het Russische Jekaterinenburg tegen de Rus Jevgeni Tisjtsjenko, olympische kampioen bij de zwaargewichten van Rio in 2016. Hij bereidde zich acht weken lang voor in Zuid-Afrika met onder andere zijn mental coach David Avonture. Ngabu bokste met een Congolese licentie. Ngabu hield Tisjtsjenko de eerste vijf ronden goed van zich af. Vanaf de zesde ronde kon hij de Rus enkele keren goed raken. Ngabu had duidelijk de bovenhand in de verdere ronden. Tot verbazing van velen werd Tisjtsjenko na het einde van de kamp (10 ronden) toch uitgeroepen tot winnaar.
Op 9 september werd de 34-jarige Ngabu IBO-wereldkampioen bij de cruisergewichten in een profkamp tegen de Australische Floyd Masson in het Eaton Hill Hotel in Brisbane, Australië. Na de eerste gelijkopgaande ronde had Ngabu steeds de bovenhand. Mason begon in de derde ronde hevig te bloeden aan de wenkbrauw en had verzorging nodig. Ngabu versloeg Mason in de zesde ronde met technische knock-out.
Ngabu vocht tot dusver 24 profkampen, hiervan verloor hij twee.

## Trivia
- Yves Ngabu was tevens actief als voetballer in de spits bij eersteprovincialer KSK Voorwaarts Zwevezele. Voordien speelde hij bij Club Roeselare[14] en Sint-Eloois-Winkel Sport.[15]